# Následné mezidobí
Následné mezidobí je v železniční dopravě nejkratší čas mezi odjezdem nebo průjezdem prvního vlaku ze stanice nebo odbočky a odjezdem nebo průjezdem následujícího vlaku z téže stanice nebo odbočky po téže traťové koleji do téhož prostorového oddílu za podmínky dodržení pravidelných jízdních dob a pobytů.
Následné mezidobí se udává v minutách a stanoví se vždy pro konkrétní kombinaci dvou druhů vlaků. V případě, že mají dva druhy vlaků stejné parametry rychlosti, stejné předepsané pobyty, stejné délky soupravy apod. (např. vlak kategorie rychlík a InterCity), lze je považovat za vlak stejného druhu.

## Elektrické mezidobí
V případě elektrizovaných tratí je při řízení sledu vlaků vedených elektrickými lokomotivami dále přihlíženo k mezidobí mezi elektrickými vlaky (zkráceně elektrické mezidobí). Tato hodnota stanovuje pro daný úsek elektrizované trati nejkratší časové období mezi jízdami dvou vlaků vedených elektrickou lokomotivou. Délka tohoto časového úseku závisí především na hmotnosti vlaků, sklonových poměrech traťového úseku a na kapacitních možnostech dodávky elektrické energie pevnými trakčními zařízeními.
Pro řízení jízd elektrických vlaků je rozhodující delší z obou (následného a elektrického) mezidobí.